# Sibanye (We Are One)
Sibanye (We Are One) ist ein Musikalbum von Louis Moholo und Marilyn Crispell. Die am 30. Juni 2007 im Rahmen der Veranstaltungsreihe An die Musik Live in Baltimore, Maryland, entstandenen Aufnahmen erschienen am 10. November 2008 auf Intakt Records.

## Hintergrund
Für ihre allererste Zusammenarbeit als Duo wählten die Pianistin Marilyn Crispell und der Schlagzeuger Louis Moholo-Moholo einen vollständig improvisatorischen Ansatz, „der im lebenslangen Engagement jedes Einzelnen für die Kunst und Disziplin gemeinsamer kreativer Auseinandersetzung wurzelt“, hieß es in Allmusic.

## Titelliste
- Louis Moholo-Moholo, Marilyn Crispell: Sibanye (We Are One) (Intakt CD 145)[2]

1. Improvise, Don’t Compromise 12:40
2. Moment of Truth 7:08
3. Journey 11:49
4. Soze (Never) 6:28
5. Phendula (Reply) 7:07
6. Reflect 7:21

Die Kompositionen stammen von Louis Moholo-Moholo und Marilyn Crispell.

## Rezeption

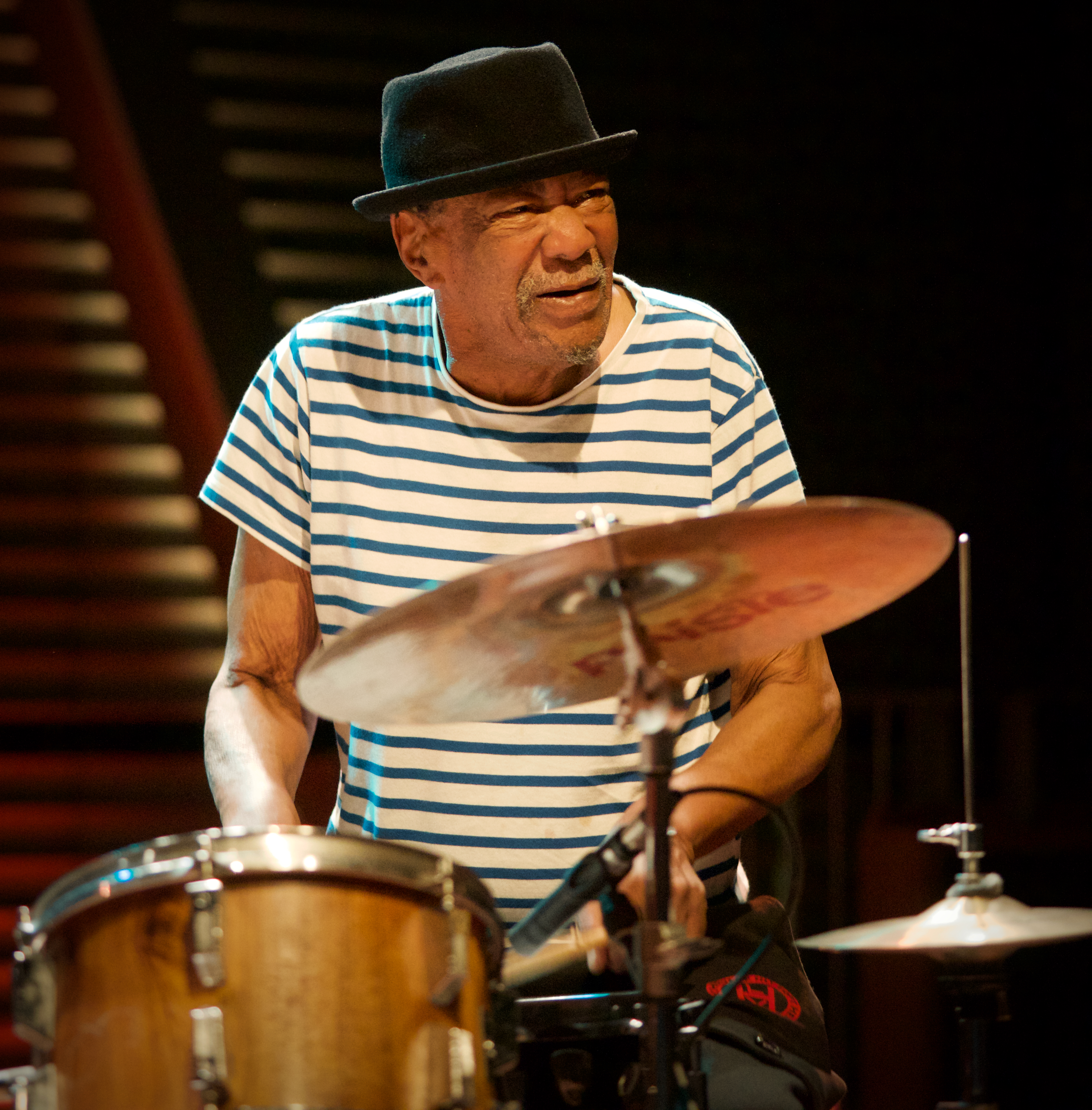
Louis Moholo-Moholo (2019)

Arwulf arwulf verlieh dem Album in Allmusic viereinhalb Sterne und schrieb, Sibanye/We Are One sei begeistert aufgenommen und seitdem von der Kritik hoch gelobt worden. Schlagzeuger Moholo wäre perfekt geeignet zum Zusammenspiel mit Crispell, die als eine der scharfsinnigsten und profiliertesten kreativen Musikerinnen ihrer Generation bewundert und respektiert werde. Vorbilder für die Klänge, die aus ihrer historischen Begegnung mit Moholo entstanden, würden sich in Crispells Duetten mit Gerry Hemingway und ihren regelmäßigen Zusammenarbeiten mit Anthony Braxton finden. Jeder, der sie live im persönlichen Dialog mit einem anderen Künstler erlebt habe, dürfte sich an ihren freundlichen und konzentrierten Blickkontakt erinnern. Fotodokumente würden nahelegen, dass diese Tendenz eine Erklärung für die Subtilität und Sensibilität ist, die ihren respektvollen Umgang mit Louis Moholo-Moholo an jenem Sommertag in Baltimore kennzeichnete.
Wer irgendwo in der umfangreichen Diskografie der Pianistin Marilyn Crispell eine Stecknadel stecke, würde auf eine neue Facette stoßen, ein unerwartetes Fenster zu ihrem turbulenten, sich ständig weiterentwickelnden Improvisationsstil, schrieb David Adler in All About Jazz. Denn Crispell habe sich die Fähigkeit bewahrt, sich selbst zu überraschen – wie wohl auch bei ihrer ersten Begegnung mit Louis Moholo-Moholo, dem legendären Schlagzeuger. Die daraus entstandene Duo-Session Sibanye (We Are One) bilde einen lebendigen Kontrast zu den Trio-Aufnahmen mit Crispell aus dieser Zeit, etwa mit Barry Guy und Paul Lytton. Der Mitschnitt enthalte Stücke, die sich durch ihre insgesamt zurückhaltende Art auszeichnen. Crispell und Moholo seien 
in der Lage, mit leiser und einladender Lautstärke zu improvisieren und dabei subtile klangliche Details hervorzuheben, ohne an Intensität zu verlieren.
Konrad Heidkamp meinte in seiner Besprechung des Album in Die Zeit: „Sybany (We Are One) zählt zu den grossen Duo-Aufnahmen des Jazz.“